# جلیس‌المشتاق
جلیس‌المشتاق منظومه‌ای فارسی در بحرِ متقارب از قرنِ نهمِ هجریِ قمری است که از روی کتابی دیگر برای فرّخ یسار سروده شده است.

## نسخه‌ها
تصحیحِ فاطمه رستمی از این کتاب سالِ ۱۴۰۳ و تصحیحِ مهدی ییلاقی سالِ ۱۴۰۴ در ایران منتشر شد.